# چزی سور مارن
چزی سور مارن (به فرانسوی: Chézy-sur-Marne) یک کمون (فرانسه) در فرانسه است که در ان (ا-دو-فرانس) واقع شده‌است. چزی سور مارن ۲۲٫۴۳ کیلومتر مربع مساحت دارد ۶۴ متر بالاتر از سطح دریا واقع شده‌است.